# Марнердайх
Марнердайх (нем. Marnerdeich) — община в Германии, в земле Шлезвиг-Гольштейн. 
Входит в состав района Дитмаршен. Подчиняется управлению КЛьГ Марне-Ланд.  Население составляет 344 человека (на 31 декабря 2010 года). Занимает площадь 1,31 км².